# Coupe d'Algérie de football 1968-1969
Navigation
Coupe d'Algérie
1967-1968 Coupe d'Algérie
1969-1970
La Coupe d'Algérie de football 1968-1969 voit le sacre du CR Belcourt, qui bat l'USM Alger en finale.
C'est la 2e Coupe d'Algérie remportée par le CR Belcourt et c'est la 1re fois que l'USM Alger atteint la finale de cette compétition.

## Trente deuxième de finale
Les matchs des Trente deuxième de finale se sont joués le 15 décembre 1968 
| Ligue du Centre                         |                       |                             |                          |                                      |                                |                          |  |  |
| 1                                       | JS Kabylie            | 1 - 0                       | SCM Blida                |                                      |                                |                          |  |  |
| 2                                       | MC Alger              | 1 - 0                       | USMM Hadjout             |                                      | Stade des frères Brakni, Blida |                          |  |  |
| 3                                       | CR Belcourt           | 7 - 1                       | ASPTT Alger              |                                      |                                |                          |  |  |
| 4                                       | USM Alger             | 1 - 0                       | Olympique de Médéa       |                                      |                                |                          |  |  |
| 5                                       | WO Rouiba             | WOR qualifié                | OC Boughari              |                                      |                                |                          |  |  |
| 6                                       | RC Kouba              | 2 - 0 a.p                   | CR El Harrach            |                                      |                                |                          |  |  |
| 7                                       | USM Blida             | 2 - 1                       | HB Ghardaïa              |                                      |                                |                          |  |  |
| 8                                       | WA Boufarik           | 1 - 0                       | JS El Biar               |                                      |                                |                          |  |  |
| 9                                       | OM Ruisseau           | 4 - 3                       | MS Cherchell             |                                      |                                |                          |  |  |
| 10                                      | OM Saint Eugène       | 1 - 0                       | USM Maison Carrée        |                                      |                                |                          |  |  |
| Ligue de l'Ouest 5e tour Régional Ouest |                       |                             |                          |                                      |                                |                          |  |  |
| 1                                       | MC Oran               | 3 - 0                       | GC Mascara               | Fréha 2e, Hamida 48e, Embarek 90e    | Stade de Mostaganem            |                          |  |  |
| 2                                       | ES Mostaganem         | 0 - 0 a.p (aux corners 3-4) | RC Relizane              | -                                    | Stade de Mohamadia             |                          |  |  |
| 3                                       | JSM Tiaret            | 2 - 0                       | SA Mohamadia             | Banus (2) 60e, Seddik 62e            | Stade de Saïda                 |                          |  |  |
| 4                                       | USM Bel Abbès         | 2 - 0                       | WA Tlemcen               | Abdi 5e, Hamri 10e                   | Stade d'Aïn Temouchent         |                          |  |  |
| 5                                       | MC Saïda              | 1 - 2                       | CC Sig                   | Tab 61e / Attou 10e, Touiza 17e      | Stade de Meflah Aoued, Mascara |                          |  |  |
| 6                                       | RC Oran               | 1 - 2 a.p                   | USM Oran                 | Said 74e / Bessi 59e, Pons 98e       | Stade 19 juin 1965 (Oran)      |                          |  |  |
| 7                                       | ASM Oran              | 1 - 2                       | Nadjah AC Oran           | Bendida 18e / Haoués 10e, Affane 40e | Stade 19 juin 1965 (Oran)      |                          |  |  |
| 8                                       | CR Temouchent         | 1 - 0                       | EM Oran                  | Chouiref 25e                         | Stade de Sidi Bel-Abbès        |                          |  |  |
| 9                                       | SCM Oran              | 2 - 0                       | Tiaret FC                | Seddik 12e, Aoued 23e                | Stade de Relizane              |                          |  |  |
| 10                                      | La Marsa              | 1 - 1 a.p (aux corners 5-3) | WAF Mostaganem           | Mustapha 43e / Zider 73e             | Stade de Sig                   |                          |  |  |
| Ligue de l'Est                          |                       |                             |                          |                                      |                                |                          |  |  |
| 1                                       | ES Guelma             | 4 - 1                       | SA Sétif                 |                                      |                                |                          |  |  |
| 2                                       | AS Ain M'lila         | 5- 2                        | CA Batna                 |                                      |                                |                          |  |  |
| 3                                       | US Tébessa            | 2 - 1                       | USM Aïn Beïda            |                                      |                                |                          |  |  |
| 4                                       | CA Bordj Bou Arreridj | 1 - 0                       | MO Constantine           |                                      |                                |                          |  |  |
| 5                                       | USH Constantine       | 1 - 1 a.p                   | JBAC Annaba              | victoire aux corners                 |                                |                          |  |  |
| 6                                       | US Biskra             | 1 - 0 a.p                   | ES Souk Ahras            |                                      |                                |                          |  |  |
| 7                                       | CS Constantine        | 1 - 0                       | USM Annaba               |                                      |                                |                          |  |  |
| 8                                       | MSP Batna             | 2 - 0                       | USM Khenchela            |                                      |                                |                          |  |  |
| 9                                       | JS Djijel             | 1 - 0                       | JSM Skikda               |                                      |                                |                          |  |  |
| 10                                      | AS Khroub             | 2 - 0                       | USM Sétif                |                                      |                                |                          |  |  |
|                                         |                       |                             |                          |                                      |                                |                          |  |  |
| 31                                      | ES Sétif              | Exempt (tenant du titre)    | Exempt (tenant du titre) | Exempt (tenant du titre)             | Exempt (tenant du titre)       | Exempt (tenant du titre) |  |  |
| 32                                      | NA Hussein Dey        | Exempt (finaliste)          | Exempt (finaliste)       | Exempt (finaliste)                   | Exempt (finaliste)             | Exempt (finaliste)       |  |  |

## Seizièmes de finale ( 1er tour national )
Les matchs se sont joués le 26 janvier 69 et 2 février 1969
| #  | Club 1                | Résultat                    | Club 2          | Buteurs                                                | Date et Stade                                           |
| -- | --------------------- | --------------------------- | --------------- | ------------------------------------------------------ | ------------------------------------------------------- |
| 1  | MC Oran               | 2 - 1                       | CS Constantine  | Hamida 17e Fréha 83e / Zeghad 38                       | Stade Ahmed-Zabana, le 26 janvier 69                    |
| 2  | MC Alger              | 6 - 0                       | AS Ain M'lila   | Tahir 15e 39e 43e 63e, Maloufi 28e, Oucif 59e          | Stade Saint Eugéne (Bologhine), Alger, le 26 janvier 69 |
| 3  | USM Alger             | 3 - 1                       | Nadjah AC Oran  | Aïssaoui 29e, Guittoune 35e, Meziani 58e / Belgaid 42e | Stade Saint Eugéne (Bologhine), Alger, le 26 janvier 69 |
| 4  | ES Sétif              | 3 - 0                       | USM Oran        | Salhi 13e, Belkhiri 77e, Messaoudi 80e                 | Stade de Sétif, le 26 janvier 69                        |
| 5  | CA Bordj Bou Arreridj | 1 - 1 a.p (aux corners 3-2) | OM Ruisseau     |                                                        | Stade d'El Bordj, le 26 janvier 69                      |
| 6  | USH Constantine       | 1 - 0                       | OM Saint Eugène |                                                        | Stade Benabdelmalek - Constantine, le 26 janvier 69     |
| 7  | RC Relizane           | 0 - 0 t.a.b (5-1)           | US Tébessa      | /                                                      | Stade de Mostaganem, le 26 janvier 69                   |
| 8  | CR Temouchent         | 0 - 0 a.p (aux corners 4-5) | US Biskra       | /                                                      | Stade de Tlemcen, le 26 janvier 69                      |
| 9  | CR Belcourt           | 4 - 1                       | USM Bel Abbès   | Kalem 5e Lalmas 35e 62e Achour 76e / Abdi 43e          | Stade El Anasser, Alger, le 2 février 69                |
| 10 | ES Guelma             | 1 - 0                       | JS Kabylie      | Essalhi 62e                                            | Stade de Guelma, le 2 février 69                        |
| 11 | JS Djijel             | 0 - 1                       | RC Kouba        | Amirouche (pen)                                        | Stade de Constantine, le 2 février 69                   |
| 12 | AS Khroub             | 1 - 2                       | WA Boufarik     |                                                        | Stade de Constantine, le 2 février 69                   |
| 13 | JSM Tiaret            | 2 - 1                       | WO Rouiba       | Souidi 1re, Tahar 89e / Amri 23e                       | Stade de Tiaret, le 2 février 69                        |
| 14 | NA Hussein Dey        | 4 - 2                       | La Marsa        | .... / ... 88e ... 89e                                 | Stade El Anasser, Alger, le 2 février 69                |
| 15 | CC Sig                | 1 - 1 a.p (aux corners 2-1) | MSP Batna       | Morach 62e /Fritah 80e (pen.)                          | Stade Bouakeul (Oran), le 2 février 69                  |
| 16 | USM Blida             | 2 - 1                       | SCM Oran        | Begga 40e, Sellami 61e / Krimo 82e                     | Stade de Blida, le 2 février 69                         |

## Huitièmes de finale
Les matchs se sont joués le 23 février 1969.
| # | Club 1                | Résultat | Club 2          | Buteurs                                | Date            | Stade                            |
| - | --------------------- | -------- | --------------- | -------------------------------------- | --------------- | -------------------------------- |
| 1 | JSM Tiaret            | 0 - 1    | CR Belcourt     | Boudjenoune 1re (15e seconde !)        | 23 février 1969 | Stade 19 juin d'Oran             |
| 2 | US Biskra             | 1 - 3    | USM Alger       |                                        | 23 février 1969 | Stade de Batna                   |
| 3 | RC Kouba              | 3 - 0    | CC Sig          | Bakou 32e Hamadouche 40e Amirouche 51e | 23 février 1969 | Stade El Anasser - Alger         |
| 4 | NA Hussein Dey        | 3 - 1    | ES Sétif        |                                        | 23 février 1969 | Stade Saint Eugène, Alger        |
| 5 | ES Guelma             | 0 - 2    | MC Oran         | Freha 2e Krimo 51e                     | 23 février 1969 | Stade Benabdelmalek, Constantine |
| 6 | RC Relizane           | 1 - 0    | USM Blida       | Abbés 65e                              | 22 février 1969 | Stade 19 juin - Oran             |
| 7 | CA Bordj Bou Arreridj | 0 - 1    | MC Alger        | Maloufi 56e                            | 23 février 1969 | Stade Mohamed Guessab, Sétif     |
| 8 | WA Boufarik           | 1 - 0    | USH Constantine |                                        | 23 février 1969 | Stade Boufarik                   |

## Quarts de finale
Les matchs se sont joués le  6  avril  1969  et  le  20 avril 1969
| # | Club 1      | Résultat | Club 2         | Buteurs                           | Date          | Stade                          |
| - | ----------- | -------- | -------------- | --------------------------------- | ------------- | ------------------------------ |
| 1 | CR Belcourt | 1 - 0    | WA Boufarik    |                                   | 6 avril 1969  | Stade d'El Annasser, (Alger)   |
| 2 | USM Alger   | 1 - 0    | RC Kouba       |                                   | 6 avril 1969  | Stade Bologhine, (Alger)       |
| 3 | RC Relizane | 1 - 2    | NA Hussein Dey | Benadda 27e / Nazef 3e Bouali 13e | 6 avril 1969  | Stade 19 juin (Zabana), (Oran) |
| 4 | MC Oran     | 2 - 0    | MC Alger       | Fréha 32e, Naïr 60e               | 20 avril 1969 | Stade 19 juin (Zabana), (Oran) |

## Demi-finales
Les matchs se sont joués le 11 mai 1969
| # | Club 1      | Résultat                        | Club 2         | Buteurs                                                            | Date                                                                         | Stade                                                                    |
| - | ----------- | ------------------------------- | -------------- | ------------------------------------------------------------------ | ---------------------------------------------------------------------------- | ------------------------------------------------------------------------ |
| 1 | CR Belcourt | match 1 : 1 - 1 match 2 : 2 - 0 | MC Oran        | match1: Achour 30e / Nehari 47e · match 2 : Djemaa 44e, Lalmas 84e | 1er match ;(1-1) joué le 11 mai 1969 2e match (décisif): joué le 28 mai 1969 | match 1 joué au stade 19 juin 1965 (Oran) match 2 joué à Stade (?) Alger |
| 2 | USM Alger   | 1 - 0 a.p                       | NA Hussein Dey | ?                                                                  |                                                                              | à Alger                                                                  |

## Finale
La finale a eu lieu au Stade d'El Anasser à Alger, le 8 juin 1969. Le match d'appui a eu lieu quatre jours plus tard, le 12 juin 1969, dans la même enceinte.
| Entraîneur : |
| Ahmed Arab   |

| Entraîneur :   |
| Hamid Belamine |

| Entraîneur : |
| Ahmed Arab   |

| Entraîneur :   |
| Hamid Belamine |

| Entraîneur : |
| Ahmed Arab   |

| Entraîneur :   |
| Hamid Belamine |

| Entraîneur : |
| Ahmed Arab   |

| Entraîneur :   |
| Hamid Belamine |

|  |  |  |  |